# Dimmi-Arena
Die Dimmi-Arena (bis 31. Dezember 2015 Rattenfängerstadion) ist ein Fußballstadion in der österreichischen Stadt Korneuburg, Bundesland Niederösterreich. Es ist die Heimspielstätte des Fußballvereins SK Korneuburg. Die Anlage bietet rund 600 Personen Platz und wurde im Jahr 2003 fertiggestellt. Von 2008 bis 2010 war es außerdem Spielstätte des American-Football-Vereins der Danube Dragons.
Das 29.480 m² große Gelände rund um das Stadion, dessen ursprünglicher Name sich auf die Rattenfängersage von Korneuburg bezieht, beherbergt außerdem ein Trainingsfeld und sechs Tennisplätze. Die Kosten beliefen sich auf 2 Mio. Euro.
Die Dimmi-Arena ist weniger durch den dort spielenden Fußballverein ASC Marathon Korneuburg, der in der 1. Klasse Nordwest, der 7.-höchsten österreichischen Spielklasse spielt, bekannt als durch den international erfolgreichen American-Football Verein Danube Dragons aus der nahe gelegenen Stadt Klosterneuburg. Der Verein entschloss sich gezwungenermaßen vor der Saison 2008 das Rattenfängerstadion als Heimstätte zu benutzen, da der vorherige Heimspielort, das Happyland in Klosterneuburg, wegen Umbauarbeiten nicht in Frage kam.
Die bisherige Rekordkulisse wurde bei der ersten Blue-River-Bowl 2009 im Rahmen der Austrian Football League 2009 gegen den Erzrivalen Raiffeisen Vikings Vienna erzielt, als rund 2.000 Besucher das Stadion besuchten.
Außerdem war das Rattenfängerstadion 2007 bereits Austragungsort einiger Rugbyspiele.
2011 übersiedelten die Danube Dragons nach Wien und spielten ab diesem Zeitpunkt statt in Korneuburg im Stadion des FC Stadlau.